# Avanti! della Domenica
L’Avanti! della Domenica è un settimanale politico italiano.

## Storia

### Prima serie

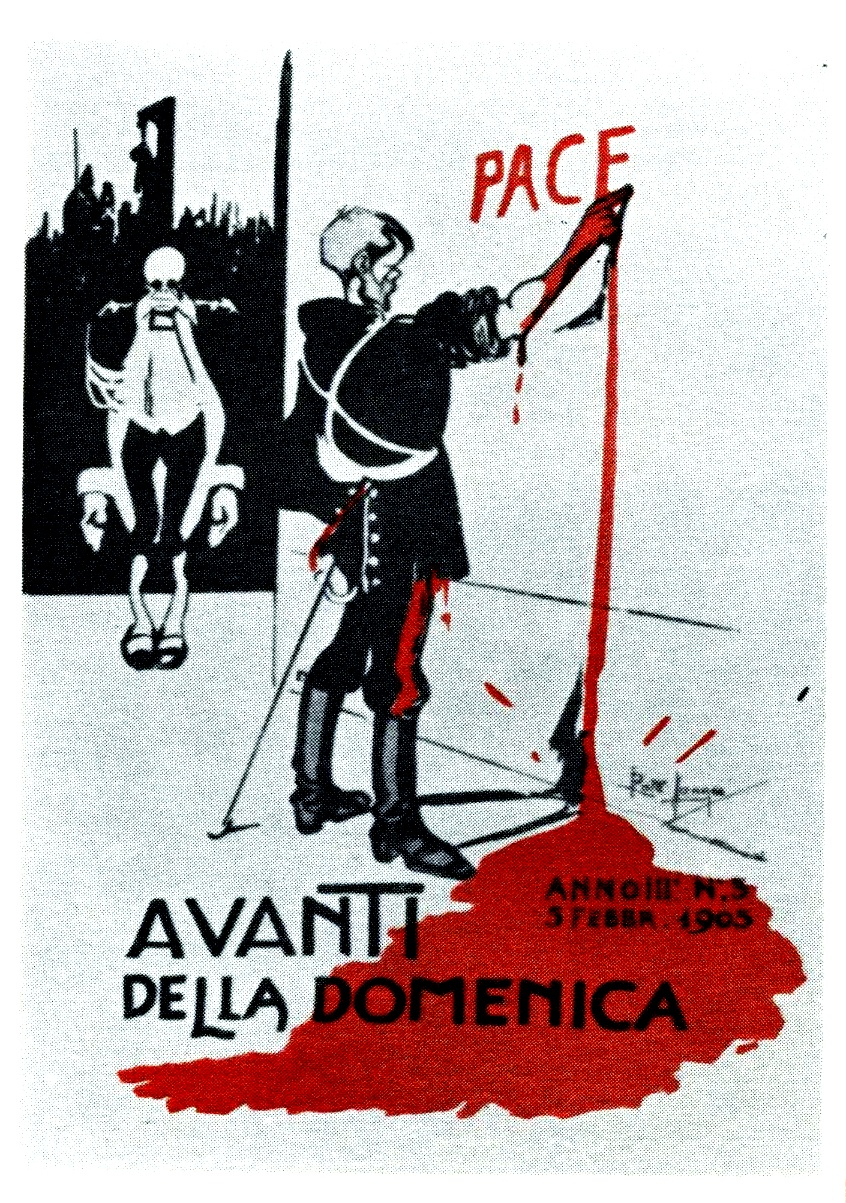
Gabriele Galantara, "Pace", copertina dell'Avanti! della domenica del 5 febbraio 1905.

L'Avanti della Domenica, uscito tra il gennaio 1903 e il marzo 1907, fu uno dei periodici culturali più interessanti di quel primo decennio del Novecento che coincise con l'età giolittiana e della sinistra costituzionale, un periodo storico di grandi conquiste economiche e sociali e che conobbe il primo autentico incremento del benessere collettivo. Sono gli anni in cui si iscrive la vicenda editoriale di questo settimanale, che nacque nel gennaio 1903 come supplemento del quotidiano socialista Avanti!, in diretta concorrenza con la borghese Domenica del Corriere, anch'essa nata, nel 1899, come supplemento settimanale del Corriere della Sera.
Nell'estate del 1903 venne nominato un giovane e coraggioso direttore, Vittorio Piva, redattore dell'Avanti!, di soli ventotto anni. Sotto la sua direzione la rivista divenne sempre più indipendente dal PSI e, grazie alle innovazioni grafiche, contenutistiche e stilistiche, divenne una delle riviste illustrate di punta nell'Italia di allora.

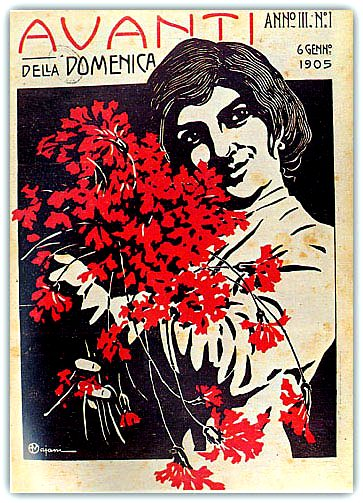
Avanti! della Domenica del 1905.

Piva diede vita a un'esperienza culturale straordinaria, grazie alla sua capacità di interloquire con gli ambienti intellettuali e artistici più vitali e innovativi della sua epoca, con particolare riferimento ai temi inerenti all'arte, e al rapporto tra questa e le istanze del socialismo: recensioni di mostre, presentazioni critiche di scultori, pittori e incisori, testi di teoria estetica, polemiche su fatti di vita culturale. 

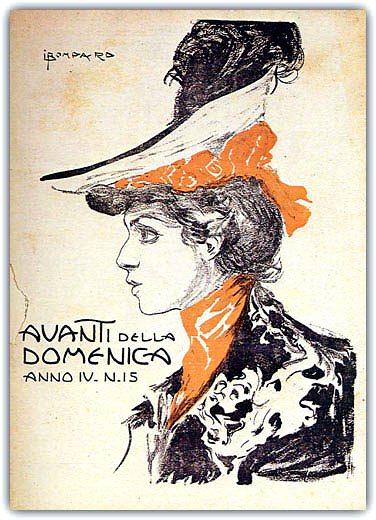
Avanti! della Domenica del 1906.

Sulle pagine dell'Avanti della Domenica trovavano spazio contributi di grandi esponenti della cultura del tempo (prevalentemente di area socialista, ma non solo): testi di letterati e giornalisti di valore, come lo stesso Vittorio Piva, Margherita Sarfatti (futura amante, biografa e ghost writer di Mussolini), Giovanni Papini, Giovanni Cena, Edmondo De Amicis, Guelfo Civinini (che sarà anche librettista per Puccini), Diego Garoglio, Goffredo Bellonci, Tomaso Monicelli (padre del regista Mario) e perfino Gabriele D'Annunzio; disegni originali e riproduzioni di opere di circa centosettanta artisti, alcuni allora giovanissimi, ma destinati a grandi cose, come i pittori Umberto Boccioni e Mario Sironi (che realizzarono alcune copertine della rivista), Gino Severini e Leonardo Dudreville, i disegnatori satirici e caricaturali Enrico Sacchetti, Filiberto Scarpelli, Gabriele Galantara, Augusto Majani, Ezio Castellucci, gli esponenti della grafica liberty Luigi Dal Monte Casoni e Giorgio Kienerk, del tardo Naturalismo Lionello Balestrieri e Bignami, talora con venature simboliste (Domenico Baccarini), e della cosiddetta "arte sociale" Arturo Dazzi, Ernesto Biondi e Carlo Fontana.
Piva realizzò una rivista originale e combattiva, pronta a sfidare luoghi comuni, pregiudizi sedimentati e conservatorismi.
L'Avanti della Domenica fu un settimanale originale e battagliero, specchio dell’Italia di quegli anni: una rivista di area socialista, ma autonoma dalle direttive culturali del partito; non monolitica nella linea e nelle convinzioni espresse, ma generalmente tesa ad affermare il diritto a una creatività libera, senza subordinazioni a fini politici o di propaganda. Perché «l'unico carattere sociale che l’Arte può avere, - scriveva Vittorio Piva nel maggio 1905 - è la bellezza, in tutti i suoi vari aspetti».
Ritornò nelle edicole per un breve periodo nel 1912.

### Seconda serie
Rifondato nel 1998 come organo dei Socialisti Democratici Italiani (SDI), diretto da Carlo Correr, ha cessato le pubblicazioni nel 2006.
Il settimanale è stato nuovamente edito dal febbraio del 2010 (direttore responsabile Dario Alberto Caprio) come organo ufficiale del PSI (erede dello SDI) aderente all'Internazionale socialista e al Partito Socialista Europeo.
Così Ugo Intini,  ex direttore dell'Avanti!, salutava la nuova uscita del settimanale socialista:
Di qui si passa titolava nel 1896 il fondo del suo primo numero, intendendo che non si poteva evitare di fare i conti con la forza socialista. 
Di qui si passa potremmo dire anche oggi, riprendendo la pubblicazione di un Avanti! che, sia pur piccolo e ridimensionato, è la continuazione diretta di quello che ha lasciato un segno nella storia d'Italia e che, a sinistra, ha sempre avuto ragione.
Di qui si passa. Non con riferimento, purtroppo, al peso politico dei socialisti, che è quasi scomparso. Ma, questo sì, con riferimento alla loro tradizione e cultura, che resta incancellabile.
Senza passare attraverso di essa, senza fare i conti con esse, la democrazia e la sinistra non supereranno la crisi drammatica. E l’Italia continuerà a essere il caso unico dell’Occidente.»
(UGO INTINI, Di qui si passa, in Avanti! della domenica, n.1, 2010)
Sul settimanale socialista scrivevano e collaboravano i massimi dirigenti socialisti come Enrico Boselli, Roberto Biscardini, Mauro Del Bue, Angelo Sollazzo e figure storiche come Ugo Intini e Antonio Ghirelli.
L'Avanti della Domenica ha cessato definitivamente le uscite in edicola il 6 ottobre 2013, a seguito dell'inizio della pubblicazione sul web del quotidiano Avanti! on-line il 5 gennaio 2012.
Il 30 aprile 2022 per iniziativa del gruppo dirigente del rifondato Partito Socialista Italiano torna in edicola l'avanti della domenica come inserto de Il Riformista ogni fine settimana. Dal 22 novembre 2022 viene diretto per la prima volta nella storia da una donna, Giada Fazzalari. Dal 24 febbraio 2023 è edito in autonomia.

## Direttori
- Alfredo Angiolini
- Savino Varazzani
- Vittorio Piva
- Carlo Correr (1998 - 2006)
- Dario Alberto Caprio (2010 - 2013)
- Enzo Maraio (30 aprile 2022 - 23 novembre 2022)
- Giada Fazzalari (dal 23 novembre 2022)